# Álex Mumbrú
Álex Mumbrú Murcia (Barcelona; 12 de junio de 1979) es un exjugador y entrenador de baloncesto español que desde agosto de 2024 entrena a la Selección de Alemania, como jugador disputó 21 temporadas de profesional. Con 2,02m de altura, jugaba de alero.
Se crio baloncestísticamente en la cantera del Joventut de Badalona, donde debutó el 6 de septiembre de 1997 frente al Valvi Girona y venciendo el partido por 100-99. Juega en la posición de alero. Ha sido campeón de la Liga ACB con el Real Madrid, además de campeón de la Eurocup y de la Copa ULEB. Con la selección de baloncesto de España ha sido campeón del Mundo, campeón de Europa y subcampeón olímpico. En 2011 fue galardonado con la Medalla de Oro de la Real Orden del Mérito Deportivo, máxima distinción individual del deporte otorgada en España.

## Trayectoria

### Como jugador
Debutó en la Liga ACB con el Festina Joventut el 6 de noviembre de 1997 en la 1.ª jornada de la Liga ACB 1997-98 contra el Valvi Girona.
En 2001 participó en el All Star de la ACB, que se celebró en Valladolid.
En 2002, pasó a la disciplina del Real Madrid, donde se proclamó subcampeón de la Copa ULEB 2003-04, al ser derrotados por el Hapoel de Jerusalén por 72-83, en la ciudad belga de Charleroi.
En 2004 vuelve al DKV Joventut, y allí estuvo jugando hasta 2006, clasificándose en ambos años para jugar el play-off por el título y llegando hasta semifinales en la Liga ACB 2005-06. Además en 2006 se proclamó campeón de la Eurocopa de la FIBA 2005-2006.
En el verano de 2006 fichó por el Real Madrid, y fue seleccionado para conformar la lista de 12 jugadores que viajarían con Pepu Hernández al campeonato mundial de baloncesto, celebrado en Japón, donde España fue campeona del mundo. En el primer año de su segunda etapa como madridista, temporada 2006-2007,  consigue ganar la Liga ACB 2006-07 frente al Barcelona y la Copa ULEB 2006-07 frente al BC Lietuvos Rytas, así como el subcampeonato de la Copa del Rey de baloncesto 2007 que perdieron frente al Barcelona. En las 2 temporadas siguientes disputa los playoffs por el título de la Liga ACB así como la Copa del Rey pero sin alcanzar ninguna de las finales. En la Euroliga 2008-09 alcanzan los cuartos de final, donde son eliminados.
Al finalizar la liga 08-09 el Real Madrid renunció al derecho de tanteo sobre el jugador y así se convirtió en miembro de la plantilla del Bizkaia Bilbao Basket por las siguientes tres temporadas. Alcanzó la final de la Liga ACB 2010-11 que perdieron ante el Barcelona y disputó también los playoffs por el título de la Liga ACB durante 3 temporadas más: 2012, 2013 y 2015, cayendo siempre eliminados en cuartos de final. Disputó las Copas del Rey de 2010, 2011, 2013, 2015 y 2016 cayendo eliminados en cuartos de final en las 4 primeras ediciones y en semifinales en la última.
En la Euroliga 2011-12, única vez que el Bilbao Basket ha participado en esa competición, alcanzaron los cuartos de final. Al año siguiente perdieron la final de la Eurocup ante el Lokomotiv Kuban. En la Eurocup 2013-14 fueron eliminados en el Last 32.
El 28 de marzo de 2015 se convirtió en el máximo anotador de la historia del Bilbao Basket, y el 28 de mayo de 2015, tras caer eliminados en cuartos de final de la ACB, Mumbrú se convierte en el máximo anotador en Playoff al hacer 18 puntos y elevar su cuenta hasta 163. Además se convierte en el que más minutos ha jugado, con 419 minutos.
En agosto de 2015 renueva con el Bilbao Basket por 2 temporadas más, hasta 2017.
El 26 de septiembre de 2017 confirma su retirada del baloncesto al final de la temporada 17-18 de la ACB, el 28 de mayo manda su carta de despedida hacia el baloncesto y se retira.
En el momento de su retirada, en  la estadística histórica de la Liga se encontraba el puesto 6° en partidos con 677, 5° en minutos con 16931, 9° en puntos con 7435, puesto 13 en rebotes con 2499, puesto 24 en asistencias con 1261, 3° en triples con 901, y 30° en robos de balón con 595.
En 677 partidos jugados, promedió 11 puntos, 3,7 rebotes y 1,7 asistencia en 25 minutos de juego

### Selección nacional
Ha sido internacional con la selección júnior de España, y campeón de los Juegos Mediterráneos celebrados en Túnez en 2001, con la selección absoluta B. En 2005 se clasificó en tercer lugar con España en los Juegos del Mediterráneo celebrados en Almería.
Debutó con la selección absoluta el 26 de enero de 2002 en Atenas, en un partido de la fase de clasificación del Eurobasket de 2003, que finalizó con victoria del conjunto heleno por 86-73. Mumbrú anotó aquel día 16 puntos. Ha sido internacional por España en 113 ocasiones.
Se proclamó campeón del mundo en campeonato mundial de baloncesto de 2006 en Japón venciendo en la final a Grecia. También participó en el Campeonato de Europa de Madrid 2007 y en los Juegos Olímpicos de Pekín 2008, logrando en ambos casos la medalla de plata perdiendo las finales frente a Rusia y Estados Unidos. En septiembre de 2009 logró la medalla de oro en el Eurobasket celebrado en Polonia tras ganar la final a Serbia.
En 2010 fue incluido en la selección de baloncesto de España para el Campeonato Mundial de Baloncesto de 2010 que se celebró en Turquía dónde España cayó eliminada en cuartos de final frente a Serbia.
En el Eurobasket 2013 disputado en Eslovenia alcanzó las semifinales dónde perdieron contra Francia, posterior campeona del torneo.
Ha disputado 113 partidos con España, anotando 541 puntos en total, a una media de 4,8 puntos por partido.

### Como entrenador
El 5 de julio de 2018, se hace oficial su cargo de primer entrenador del Bilbao Basket,equipo en el que permaneció durante cuatro temporadas.
El 14 de junio de 2022, firma como entrenador del Valencia Basket de la Liga Endesa por tres temporadas.
El 5 de abril de 2024, es destituido al frente del Valencia Basket tras la dura derrota por 69-98 frente al ASVEL Lyon-Villeurbanne, derrota que dejaba al equipo sin opciones de entrar a Play-In de la competición europea, habiendo dirigido al club taronja en un total de 133 partidos con un balance de 63 triunfos y 70 derrotas entre Liga Endesa, Euroliga y Copa del Rey.
El 15 de agosto de 2024 es nombrado entrenador de la Selección Alemana de baloncesto en sustitución del canadiense Gordon Herbert que decidió abandonar su cargo tras la disputa de los Juegos Olímpicos de París.

## Estadísticas

### Liga ACB
| Año        | Equipo        | PJ  | MPP  | %T2 | %3P | %TL | RPP | ROP | APP | ROB | TPP | PPP  |
| ---------- | ------------- | --- | ---- | --- | --- | --- | --- | --- | --- | --- | --- | ---- |
| 1997-98 LR | Joventut      | 3   | 11.0 | 100 | 0   | 100 | 0.7 | 0.3 | 0   | 0   | 0.0 | 1.25 |
| 1998-99 LR | Joventut      | 4   | 6.5  | 100 | 0   | -   | 1.8 | 0.3 | 1   | 0.3 | 0.0 | 1    |
| 1999-00 LR | Joventut      | 32  | 16.7 | 54  | 38  | 69  | 1.8 | 0.5 | 0.3 | 0.7 | 0.0 | 5.7  |
| 2000-01 LR | Joventut      | 34  | 24.0 | 49  | 33  | 77  | 2.8 | 1.1 | 1.4 | 1.0 | 0.0 | 11.6 |
| 2001-02 LR | Joventut      | 34  | 31.6 | 54  | 30  | 70  | 4.2 | 1.1 | 2.0 | 0.8 | 0.2 | 12.5 |
| 2002-03 LR | Real Madrid   | 30  | 24.5 | 49  | 39  | 65  | 3.9 | 0.7 | 1.2 | 0.8 | 0.0 | 10.7 |
| 2003-04 LR | Real Madrid   | 34  | 20.1 | 57  | 41  | 65  | 3.2 | 0.5 | 0.7 | 0.6 | 0.1 | 8.6  |
| 2003-04 PO | Real Madrid   | 4   | 20.1 | 36  | 13  | 45  | 2.2 | 0.4 | 0.0 | 0.7 | 0.0 | 4.5  |
| 2004-05 LR | Joventut      | 34  | 22.8 | 51  | 34  | 72  | 3.2 | 1.1 | 1.7 | 0.8 | 0.1 | 9.9  |
| 2004-05 PO | Joventut      | 4   | 22.7 | 32  | 33  | 71  | 4.5 | 1.7 | 0.7 | 0.7 | 0.2 | 8.7  |
| 2005-06 LR | Joventut      | 31  | 23.4 | 50  | 37  | 82  | 4.1 | 1.1 | 1.2 | 0.8 | 0.3 | 10.6 |
| 2005-06 PO | Joventut      | 8   | 26.3 | 50  | 37  | 88  | 4.3 | 0.6 | 0.8 | 1.2 | 0.3 | 12.3 |
| 2006-07 LR | Real Madrid   | 27  | 19.1 | 53  | 28  | 83  | 2.5 | 0.7 | 1.1 | 0.7 | 0.1 | 7.8  |
| 2006-07 PO | Real Madrid   | 13  | 20.1 | 47  | 30  | 70  | 3.5 | 0.9 | 1.0 | 0.9 | 0.0 | 7.5  |
| 2007-08 LR | Real Madrid   | 32  | 25.9 | 62  | 13  | 83  | 3.7 | 0.9 | 1.5 | 0.5 | 0.2 | 10.2 |
| 2007-08 PO | Real Madrid   | 2   | 27.0 | 50  | 0   | 100 | 4.5 | 1.5 | 2.0 | 1.0 | 0.5 | 7.0  |
| 2008-09 LR | Real Madrid   | 29  | 20.7 | 45  | 40  | 74  | 2.8 | 0.7 | 1.3 | 0.5 | 0.5 | 8.0  |
| 2008-09 PO | Real Madrid   | 6   | 22.1 | 58  | 24  | 76  | 4.0 | 1.1 | 1.6 | 1.5 | 0.1 | 10.1 |
| 2009-10 LR | Bilbao Basket | 33  | 26.1 | 59  | 33  | 75  | 3.4 | 0.7 | 2.0 | 1.2 | 0.1 | 13.4 |
| 2010-11 LR | Bilbao Basket | 34  | 25.4 | 42  | 40  | 62  | 5.2 | 0.9 | 2.8 | 1.2 | 0.1 | 10.6 |
| 2010-11 PO | Bilbao Basket | 9   | 25.8 | 46  | 23  | 77  | 4.1 | 1.1 | 2.1 | 1.0 | 0.1 | 10.1 |
| 2011-12 LR | Bilbao Basket | 34  | 25.8 | 49  | 30  | 75  | 4.3 | 0.6 | 2.8 | 0.6 | 0.1 | 9.8  |
| 2011-12 PO | Bilbao Basket | 2   | 33.0 | 37  | 33  | 40  | 7.0 | 2.0 | 3.0 | 1.0 | 0.0 | 12.5 |
| 2012-13 LR | Bilbao Basket | 33  | 28.9 | 52  | 34  | 73  | 4.1 | 0.7 | 2.8 | 1.2 | 0.1 | 12.4 |
| 2012-13 PO | Bilbao Basket | 3   | 29.6 | 35  | 40  | 71  | 3.6 | 0.3 | 2.0 | 1.0 | 0.3 | 9.6  |
| 2013-14 LR | Bilbao Basket | 34  | 31.8 | 48  | 35  | 74  | 4.8 | 1.0 | 3.2 | 1.1 | 0.0 | 14.9 |
| 2014-15 LR | Bilbao Basket | 31  | 30.1 | 46  | 38  | 84  | 3.8 | 0.7 | 1.8 | 1.2 | 0.2 | 13.8 |
| 2014-15 PO | Bilbao Basket | 3   | 30.0 | 62  | 33  | 54  | 4.0 | 0.7 | 2.3 | 1.0 | 0.7 | 17.0 |
| TOTALES    |               | 577 | 24.6 | 50  | 33  | 72  | 3.7 | 0.9 | 1.7 | 0.9 | 0.1 | 10.5 |

## Títulos

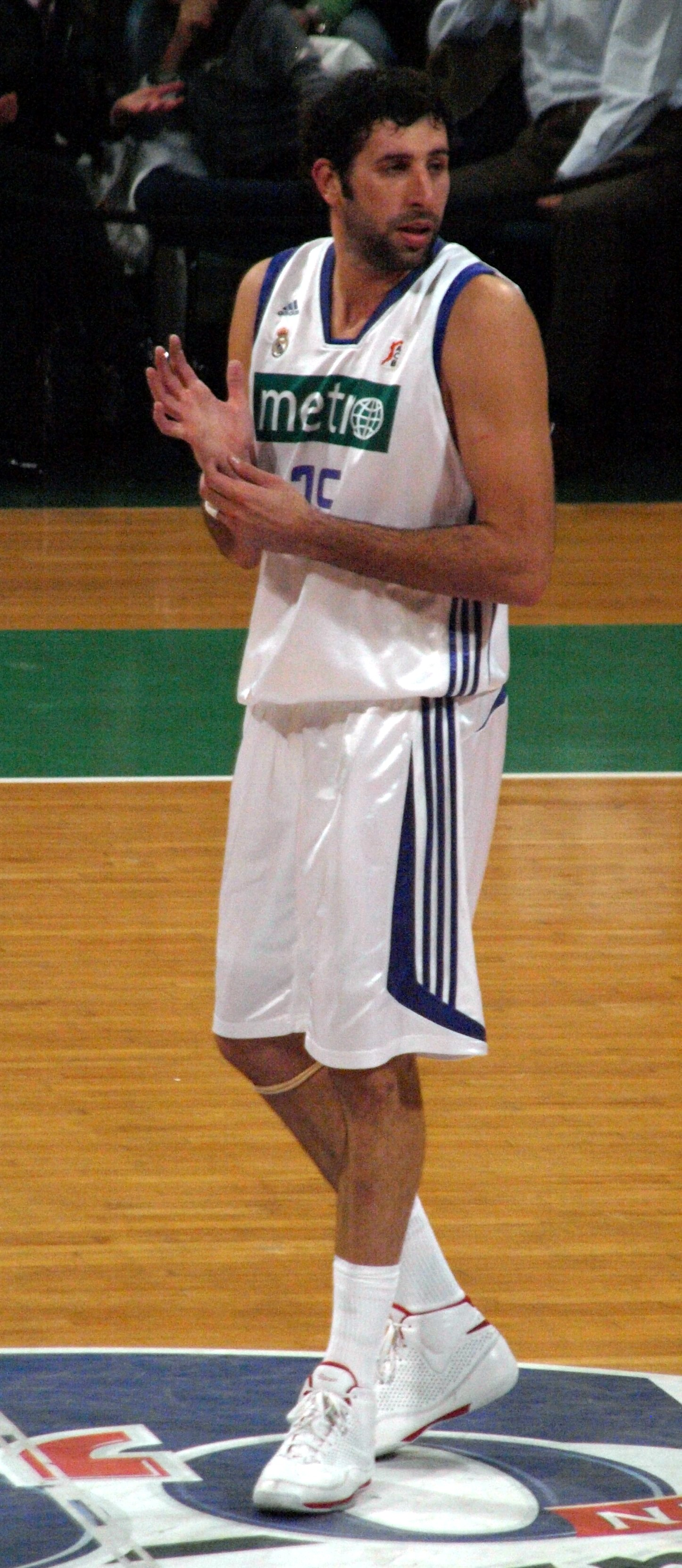
Mumbrú con la camiseta del Real Madrid en un partido disputado en el pabellón Olímpico de Badalona en noviembre de 2008.

### Campeonato Nacionales
- Liga ACB (1):   2007.

### Campeonatos internacionales
- Eurocopa de la FIBA (1): 2006.
- Copa ULEB (1): 2007.

### Campeonatos internacionales con la selección
- Medalla de oro en los Juegos Mediterráneos 2001.
- Medalla de bronce en los Juegos Mediterráneos 2005.
- Campeón en el Campeonato del Mundo de 2006 de Japón.
- Subcampeón en el Eurobasket 2007 de Madrid.
- Medalla de Plata en los Juegos Olímpicos de Pekín 2008.
- Campeón en el Eurobasket 2009 de Polonia.
- Medalla de Bronce en el Eurobasket 2013 de Eslovenia.